# Red and anarchist black metal
Red and anarchist black metal (também conhecido como RABM) é um subgênero do Black metal que promove ideologias como Anarquismo, Ambientalismo ou Marxismo. Certos fundadores do Black metal tinham opiniões de esquerda radical. Euronymous do Mayhem foi declarado stalinista, os membros do Sarcófago eram comunistas anticristãos e Fenriz do Darkthrone declarou ter sido socialista no final dos anos 1980 e ter passado de um extremo político a outro (mesmo tendo sido preso por protestar contra Apartheid). De sua parte, isso foi contestado por Varg Vikernes e seus pontos de vista de extrema direita. 
O RABM surgiu como uma resposta ao black metal nacional-socialista, pelo grupo argentino Profecium em 1993 (que era anarquista na época) e massificado pelo grupo canadense Iskra em meados de 2000. Nasceu das mãos de bandas radicadas no Crust punk.
Este estilo é ideológico por natureza, as letras das bandas enfocam temas violentos, anarquismo, comunismo, ódio à sociedade atual, luta de classes, antifascismo, pró-ambientalismo, satanismo e anti-cristianismo. Há também bandas, como a Gaylord e Olivia Neutered John, que abordam questões de gênero e sexualidade e o enfrentamento à violência sofrida pela comunidade LGBTQ+. 
O som das bandas RABM aparentemente também difere do Black metal comum, em muitos casos as bandas misturam o som do crust punk (principalmente anarquista) ou Ambient black metal com elementos do Post-rock (Panopticon, Wheels Within Wheels, All the Cold, Skagos, Adamennon), também há bandas que incorporam elementos do Pagan metal e Viking Metal (Sorgsvart, Lake of Blood, Borgazur) e outras que incorporam elementos do Shoegaze (Violet Cold), do Death Metal (Hereticae, Vociferatus)  e do Grindcore (Infected Morchirium). 
Durante a Pandemia de COVID-19, ocorreu a primeira live brasileira de bandas autodescritas RABM organizada pelo Blog NoiseRed e Legião Libertária, disponível no Youtube. Contando as participações das bandas brasileiras Pessimista, Vociferatus, Vazio, A Plague, Caos Onipresente, Ioroque, Vermgod, Heteriah, Desista, Imminent Doom, Bleak Wind, Atéia, Hereticae, Gomorraa, Carniçal, bem como a Feminazgul (dos Estados Unidos), Trespasser (da Suécia), Order of The Wolf (da Escócia) e Etxegiña (do País Basco).

## Algumas bandas
- Wolves in the Throne Room
- Panopticon
- Iskra
- Skagos
- Profecium
- Falls of Rauros
- Vazio
- Hereticae
- Infected Morchirium
- Gaylord
- Vociferatus
- Violet Cold
- Feminazgul
- Operation Volkstod
- Мракобесие
- Pessimista
- Trespasser
- Катюша
- Larva ov Cum
- Skvm
- Neckbeard Deathcamp
- Sankara
- Yxxan
- Ancst
- Zeal and Ardor
- Gravpel
- Baneblade
- Underdark
- Kanonenfieber
- Tumultuous Ruin
- Terminal National
- Parasiticide